# Црква Светог Димитрија у Јасенову
Црква Светог Димитрија у Јасенову, насељеном месту на територији општине Бела Црква, припада Епархији банатској Српске православне цркве.
По предању и старим црквеним записима, први храм саграђен 1653. године, била је брвнара од истесаних балвана. Године 1726. године зидан је нови, већи храм од тврдог материјала. Обе цркве су биле покривене шиндром, а као заштитника славили су Светог Великомученика Димитрија. 
Данашња црква подигнута је 1912. године, док је други срушен 1914. године због опасности да би се могао и сам срушити. На месту олтара тог тадашњег храма сада стоји мермерна плоча на којој пише: „На овом светом месту Богу служено је од 1726. до 1912. године”. 
Донета је 15. маја 1910. године одлука да се средства за градњу обезбеде из црквеног приреза и за главног архитекту предложен је инжењер из Темишвара Ласло Секељ. План Цркве који је стигао из Темишвара, предвиђао је користан простор у цркви за 600 верника. Наручена су нова четири звона (једно велико и три мала) од Антона Новотног из Темишвара. Иконостас је изградио Јулиус (Јон) Босиок, скулптор и дрворезац из Брлишта (данашња Румунија), док је за осликавање икона на иконостасу одабран Адам Чиплић, учитељ из Старог Бечеја. Израда Светог часног престола, крстионице и умиваоника поверена је, на препоруку главног архитекте Ласла Секеља, мајстору Л. Хајнеу. 
Цркву је у име епископа вршачког Илариона Радоњића освештао Божидар Поповић на Велику Госпојину 15. августа 1913. године. Угарска војна власт 10. августа 1915. године узима из Јасеновачке цркве три звона за војне сврхе, а остављају само једно, најмање звоно. У априлу 1917. године војне власти поново траже и одузимају и то једно звоно, тако да је црква била без звона све до 1925. године када су у Љубљани купљена три звона, а крајем године купљено је и четврто звоно. Најстарија матична књига датира из 1794. године.